# Charles Treger
Charles Treger (ur. 13 maja 1935 w Detroit, zm. 12 stycznia 2023 w Avon) – amerykański skrzypek i pedagog.

## Życiorys
Studiował grę na skrzypcach m.in. u Ivana Galamiana i Szymona Goldberga. Był laureatem 1. nagrody na Międzynarodowym Konkursie Skrzypcowym im. Henryka Wieniawskiego w Poznaniu w 1962 roku.
Podczas swojej kariery występował z wieloma czołowymi orkiestrami na świecie i dyrygentami, m.in. z Claudio Abbado, Seijim Ozawą czy Pierrem Boulezem. Jako kameralista współpracował m.in. z Rudolfem Serkinem, Emanuelem Axem, Mstisławem Rostropowiczem, Yehudim Menuhinem i Itzhakiem Perlmanem. 
W Polsce został utrwalony w firmie fonograficznej Polskie Nagrania „Muza” Koncert skrzypcowy op. 61 nr 2 Karola Szymanowskiego w wykonaniu Charlesa Tregera z towarzyszeniem Orkiestry Symfonicznej Filharmonii Narodowej w Warszawie, pod dyrekcją Roberta Satanowskiego (SXL 0383).
Artysta był członkiem jury na XI Międzynarodowym Konkursie Skrzypcowym im. Henryka Wieniawskiego w Poznaniu w 1996 roku.
Prowadził klasę skrzypiec m.in. na Uniwersytecie Amherst w Massachusetts, a także w Lawrence University w Appleton, gdzie został uhonorowany doktoratem honoris causa. Grał na Stradivariusie „Hartmann” z 1723 roku.